# Pablo Pietrobelli
Pablo Andrés Pietrobelli (né le 14 juin 1980 à Bahía Blanca, Buenos Aires) est un athlète argentin, spécialiste du lancer de javelot.
Il détient le record national, établi pour remporter le titre lors des Championnats d'Amérique du Sud d'athlétisme 2007.